# 267
Cette page concerne l'année 267  du calendrier julien. Pour l'année 267 av. J.-C., voir 267 av. J.-C. Pour le nombre 267, voir 267 (nombre).
L'année 267 est une année commune qui commence un mardi.

## Événements
- Campagne d'Odénat, prince de Palmyre contre les Perses qu'il poursuit jusqu'à Ctésiphon[1].

- Printemps[2] : assassinat d’Odénat de Palmyre et probablement de son héritier Herodes à Émèse, peut-être par sa deuxième femme, Zénobie ou par un parent connu sous le nom de Maeonius. Zénobie gouverne Palmyre[1]. Gallien ne la reconnait pas et envoie une armée commandée par son préfet du prétoire Heraclianus contre Palmyre, mais celui-ci est vaincu[3].

- Printemps-été[4] : les Hérules arrivent devant Byzance avec une flotte de 500 bateaux, la mettent à sac, passent le Bosphore, ravagent Cyzique[5], pillent Lemnos et Scyros, détruisent Athènes,  Corinthe, Sparte et Argos. Les Athéniens, sous le commandement de Dexippe, battent les envahisseurs et les chassent d'Achaïe[6].

- Été : M. Acilius Aureolus, placé à Milan par Gallien et chargé de défendre l’Italie contre une éventuelle attaque de Postume, se rallie à ce dernier (ou 268)[7].

- Gallien intervient en Grèce pour combattre les Goths et les Hérules[4].

## Décès en 267
- Odénat, prince de Palmyre.